# Parasmittina parvitatis
Parasmittina parvitatis är en mossdjursart som beskrevs av Tilbrook 2006. Parasmittina parvitatis ingår i släktet Parasmittina och familjen Smittinidae. Inga underarter finns listade i Catalogue of Life.